# Zastava Sjevernomarijanskih Otoka
Zastava Sjevernomarijanskih Otoka je usvojena 4. srpnja 1976. Kao i zastave drugih pacifičkih država, kao na primjer Maršalovih Otoka i Naurua, i zastava Sjevernomarijanskih Otoka se sastoji od plavog polja s bijelom zvijezdom. Zvijezda je inspirirana UN-om, jer je UN jedno vrijeme upravljao njihovim teritorijem. Iza zvijezde se nalazi tradicionalni "latte" kamen, oko kojeg je vijenac od cvijeća, koji je na zastavu dodan 1981., te predstavlja povezanost između otoka i njegove povijesti i običaja. 